# Beerenmalve

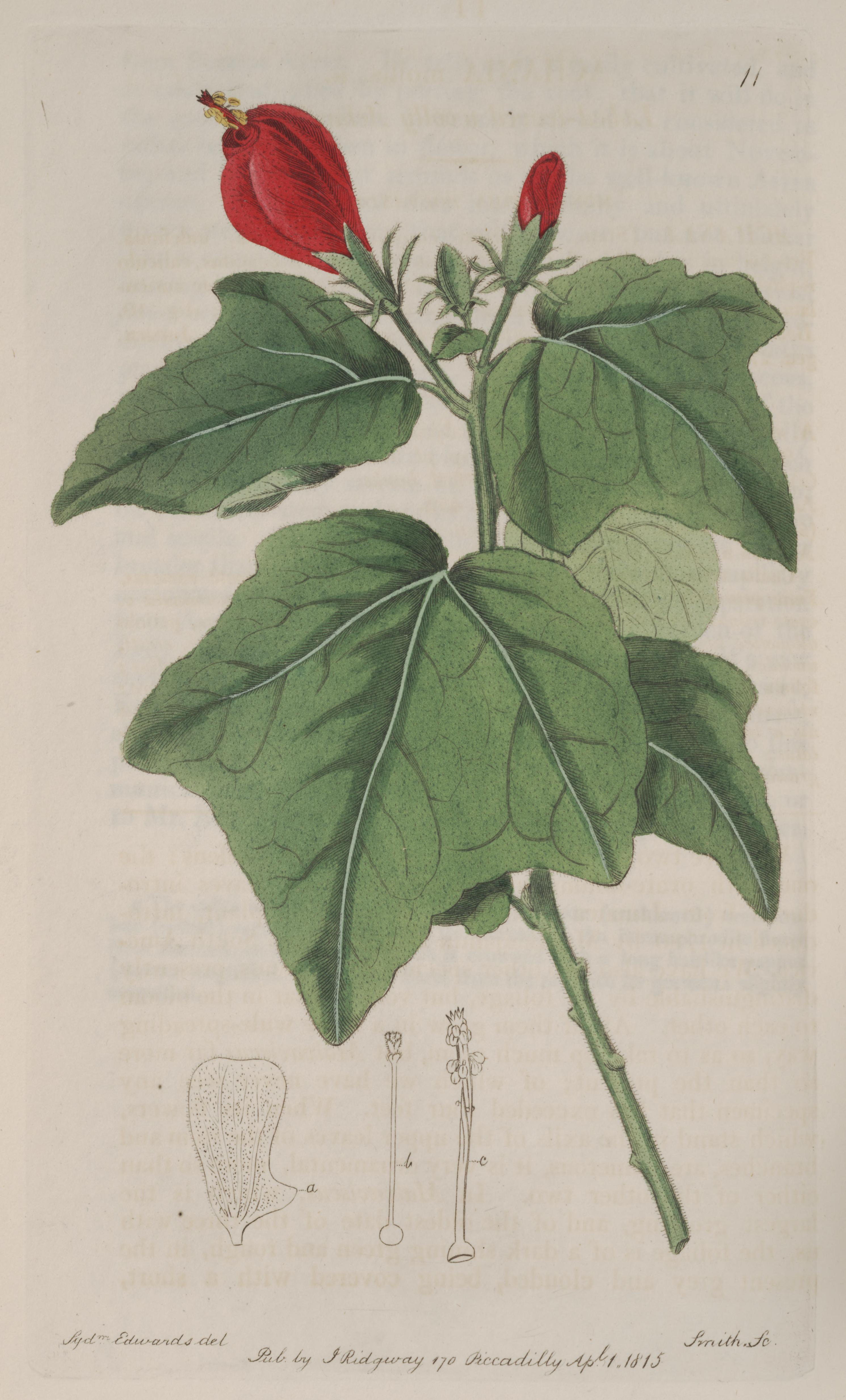
Illustration

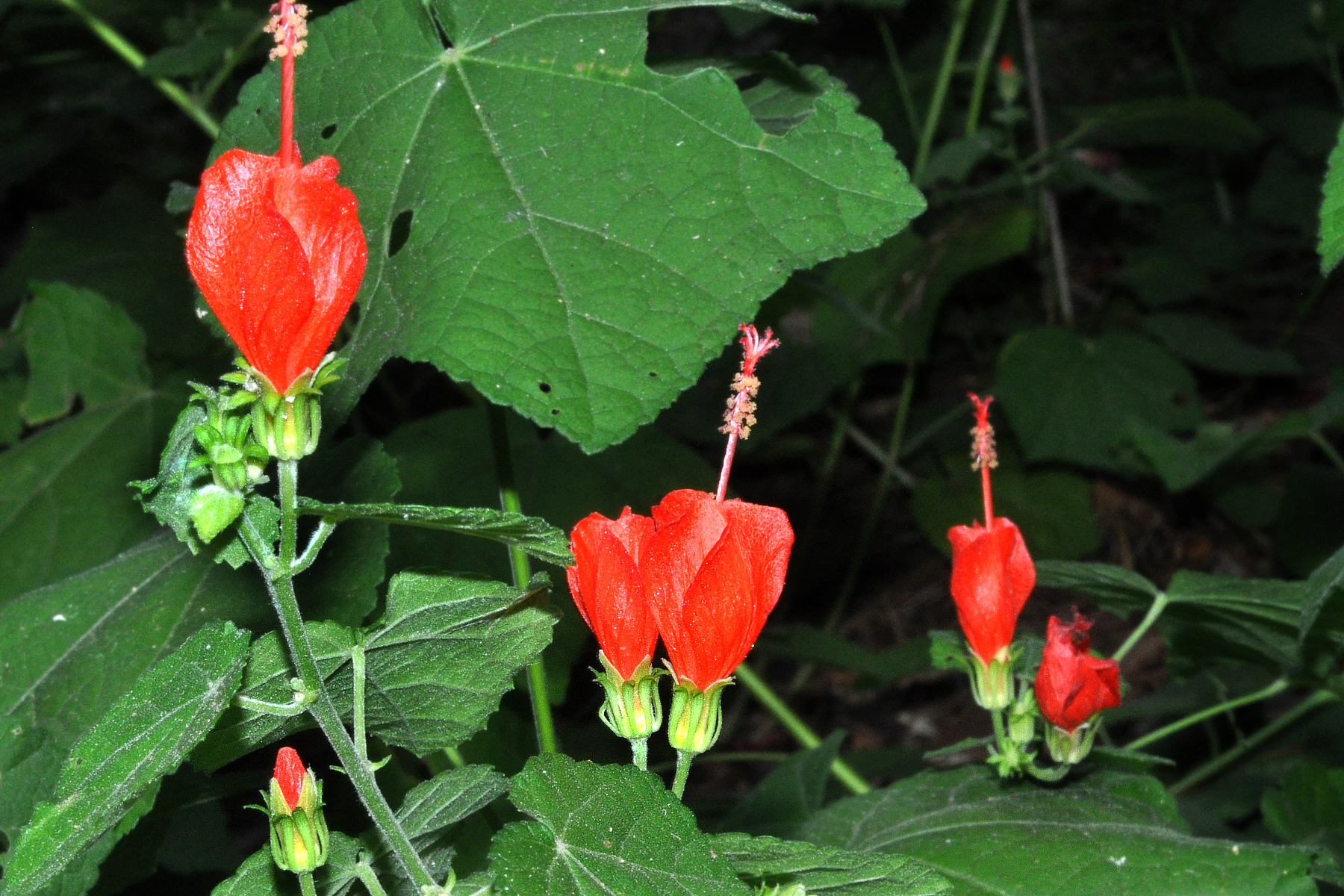
Blüten

Die Beerenmalve oder Tutenmalve (Malvaviscus arboreus) ist eine Pflanzenart in der Familie der Malvengewächse aus Mittelamerika bis nach Kolumbien, Venezuela und Peru bis nach Texas.
Die Art wird öfters mit der kahleren Malvaviscus penduliflorus verwechselt, die größere und hängende Blüten besitzt, die dann später verblassen wenn sie Nektar produzieren.

## Beschreibung
Die Beerenmalve wächst als immergrüner, schnellwüchsiger Strauch bis über 3 Meter hoch, bleibt aber oft kleiner. Die Pflanzen sind meist kurz, samtig bis feinborstig behaart.
Die einfachen und gestielten Laubblätter sind wechselständig. Der mehr oder weniger behaarte Blattstiel ist bis zu 10 Zentimeter lang. Die leicht ledrigen, mehr oder weniger herzförmigen, gekerbten bis gezähnten, fast kahlen bis, vor allem unterseits oder auf den Adern, mehr oder weniger weich, samtig behaarten, bis 8–14 Zentimeter großen, spitzen bis zugespitzten oder rundspitzigen bis stumpfen Blätter sind meist 3–5-fach gelappt, manchmal ganz bis grob gezähnt. Die kleinen Nebenblätter sind abfallend.
Die roten, meist aufrechten Blüten erscheinen meist einzeln und achselständig, manchmal in kleinen Gruppen. Die duftlosen und gestielten, fünfzähligen Blüten sind zwittrig mit doppelter Blütenhülle. Es ist ein behaarter Außenkelch mit bis zu 10 aufrechten, schmalen Zipfeln vorhanden. Der kleine, rippige, außen behaarte, etwa 1–1,5 Zentimeter lange Kelch ist becherförmig mit kleineren Zipfeln. Die etwa 2,5–4,5 Zentimeter langen, verkehrt-eiförmigen, ausgerandeten und einseitig geöhrten (Schulter) Kronblätter sind dachig, röhrig, spiralig angeordnet. Die vielen (bis 25) Staubblätter sind in einer langen, schlanken, kahlen und oben gezähnten Röhre, mit kurz gestielten, einthekigen Antheren, verwachsen. Der fünfkammerige Fruchtknoten ist oberständig mit langem, vorstehendem Griffel und gelappter Narbe. Es sind Nektarien unten an der Staubblattröhre vorhanden.
Es werden etwas zusammengedrückt rundliche, erst fleischige dann eintrocknende, etwa 1–1,5 Zentimeter große, mehrsamige, kahle, leicht gelappte, fünfteilige, beerenartige Spaltfrüchte mit beständigem Kelch und vertiefter Spitze gebildet. Die einzelnen, nicht öffnenden und keilförmigen Teilfrüchte (Merikarpien) sind einsamig.

## Verwendung
Die jungen Früchte, Blüten und Blätter sind roh oder gekocht essbar. Die Früchte sind süß aber geschmacklos.
Wurzeln, Blätter und Blüten werden medizinisch verwendet.
Die Pflanze wird auch als Bonsai oder als Zier- und Zimmerpflanze verwendet.